# Хохловка (Томская область)
Хохловка — упразднённый посёлок в Бакчарском районе Томской области России. Входил в состав Парбигского сельского поселения.
Упразднён в 2024 году.

## История
Хохловка была основана в 1883 году. По данным 1926 года в заимке Хохловская 1-я имелось 23 хозяйства и проживало 110 человек (в основном — русские). В административном отношении заимка входила в состав Кучумовского (Парбигского) сельсовета Чаинского района Томского округа Сибирского края.

## География
Посёлок находится в южной части Томской области, в пределах Васюганской равнины, на правом берегу реки Парбиг, на расстоянии примерно 46 километров (по прямой) к северо-западу от села Бакчар, административного центра района. Абсолютная высота — 102 метра над уровнем моря.

## Население
| 2010 | 2012 | 2013 | 2014 | 2015 | 2021 |
| ---- | ---- | ---- | ---- | ---- | ---- |
| 2    | →2   | →2   | →2   | →2   | ↘0   |

## Улицы
Уличная сеть посёлка состоит из одной улицы (ул. Советская).